# Urban-Cycling-Weltmeisterschaften 2019
Die Urban-Cycling-Weltmeisterschaften 2019 fanden vom 6. bis 10. November statt. Wie in den beiden Vorjahren wurden sie im chinesischen Chengdu ausgetragen, und zwar erneut im Xinhua-Park. Im Gegensatz zum Vorjahr fehlte die Disziplin Cross-Country Eliminator, dafür gab es mit Flatland einen zweiten Wettbewerb im BMX-Freestyle. In den Park-Wettbewerben wurden für Männer und Frauen jeweils zwei Plätze in der Qualifikation zu den Olympischen Spielen 2020 vergeben.

## Beteiligung
Es waren 35 Länder vertreten, und zwar:
- aus Europa: Belgien, Dänemark, Deutschland, Frankreich, Großbritannien, Italien, Kroatien, Lettland, Niederlande, Österreich, Polen, Russland, Schweden, Schweiz, Slowakei, Spanien, Tschechien, Ungarn
- aus Amerika: Argentinien, Brasilien, Chile, Costa Rica, Ecuador, Kanada, Kolumbien, Venezuela, Vereinigte Staaten
- aus Asien: China, Chinesisch Taipeh, Indonesien, Iran, Japan, Malaysia, Thailand
- aus Ozeanien: Australien

## BMX-Freestyle
In der Disziplin Park hatte jeder Finalist zwei Versuche, von denen der bessere zählte. In den offiziellen Ergebnislisten ist nur der jeweils bessere angegeben. Im Flatland hatte jeder Finalist einen Versuch.

### Park Männer
| Platz | Fahrer              | Ergebnis |
| ----- | ------------------- | -------- |
| 1     | Brandon Loupos      | 93,20    |
| 2     | Logan Martin        | 92,90    |
| 3     | Nick Bruce          | 90,40    |
| 4     | Justin Dowell       | 88,20    |
| 5     | Rimu Nakamura       | 87,80    |
| 6     | Daniel Sandoval     | 87,20    |
| 7     | Konstantin Andrejew | 84,60    |
| 8     | Irek Risajew        | 83,10    |
| 9     | Daniel Dhers        | 82,40    |
| 10    | Declan Brooks       | 79,40    |
| 11    | Anthony Jeanjean    | 77,60    |
| 12    | Alex Coleborn       | 58,20    |

Datum: 8. November (Qualifikation), 9. November (Halbfinale), 10. November (Finale)
Es traten 59 Teilnehmer aus 28 Ländern an. Sie bestritten zunächst eine Qualifikationsrunde, bei der die besten 24 weiter kamen. Im Halbfinale wurden die 12 Finalteilnehmer ermittelt. Brandon Loupos gewann seinen ersten Titel.

### Park Frauen
| Platz | Fahrerin                 | Ergebnis |
| ----- | ------------------------ | -------- |
| 1     | Hannah Roberts           | 90,00    |
| 2     | Macarena Pérez           | 86,80    |
| 3     | Charlotte Worthington    | 86,54    |
| 4     | Lara Lessmann            | 84,10    |
| 5     | Nikita Ducarroz          | 81,40    |
| 6     | Natalya Diehm            | 79,60    |
| 7     | Laury Perez              | 76,20    |
| 8     | Perris Benegas           | 62,20    |
| 9     | Agustina Roth            | 61,80    |
| 10    | Minato Oike              | 56,40    |
| 11    | Chelsea Wolfe            | 51,40    |
| 12    | Teresa Fernández-Miranda | 49,80    |

Datum: 9. November (Qualifikation), 10. November (Finale)
Es gingen 31 Fahrerinnen aus 14 Ländern an den Start. Die besten 12 der Qualifikation kamen ins Finale, wo Hannah Roberts ihren Titel von 2017 zurückerobern konnte. Lara Lessmann wurde wie im Vorjahr Vierte.

### Flatland Männer
| Platz | Fahrer               | Ergebnis |
| ----- | -------------------- | -------- |
| 1     | Dominik Nekolný      | 91,08    |
| 2     | Matthias Dandois     | 90,13    |
| 3     | Moto Sasaki          | 89,00    |
| 4     | Terry Adams          | 83,13    |
| 5     | Matthieu Bonnecuelle | 82,75    |
| 6     | Alexandre Jumelin    | 81,63    |
| 7     | Jean William Prévost | 78,38    |
| 8     | Alberto Moya         | 77,75    |

Datum: 6. November (Qualifikation), 7. November (Halbfinale), 8. November (Finale)
Es gab 36 Teilnehmer aus 17 Ländern. Die Qualifikation reduzierte das Feld auf 16 Fahrer, im Halbfinale wurden die acht Finalteilnehmer ermittelt. Dominik Nekolný wurde erster Weltmeister im Flatland der Männer.

### Flatland Frauen
| Platz | Fahrerin        | Ergebnis |
| ----- | --------------- | -------- |
| 1     | Irina Sadovnik  | 90,00    |
| 2     | Misaki Katagiri | 78,13    |
| 3     | Julia Preuss    | 70,75    |
| 4     | Eri Funatsu     | 62,50    |

Datum: 6. November (Qualifikation), 8. November (Finale)
Es gab 6 Teilnehmerinnen aus 5 Ländern. In der Qualifikation wurden die vier Finalistinnen ermittelt.

## Trial
Das Wettkampf-Programm im Trial war im Vergleich zum Vorjahr unverändert.

### Männer 20 Zoll
| Platz | Fahrer             | Ergebnis             |
| ----- | ------------------ | -------------------- |
| 1     | Dominik Oswald     | 40+30+30+40+50 = 190 |
| 2     | Borja Cornejos     | 40+50+30+0+60 = 180  |
| 3     | Ion Areitio        | 10+50+30+40+50 = 180 |
| 4     | Alejandro Montalvo | 10+50+20+30+60 = 170 |
| 5     | Thomas Pechhacker  | 10+30+0+40+30 = 110  |
| 6     | Samuel Hlavatý     | 10+30+30+10+20 = 100 |

Datum: 8. November (Halbfinale), 9. November (Finale)
Es gab 29 Teilnehmer aus 14 Nationen. Dominik Oswald konnte nach zwei Weltmeistertiteln bei den Junioren erstmals in der Elite gewinnen.

### Männer 26 Zoll
| Platz | Fahrer             | Ergebnis             |
| ----- | ------------------ | -------------------- |
| 1     | Sergi Llongueras   | 30+60+40+0+50 = 180  |
| 2     | Nicolas Vallée     | 20+60+0+40+40 = 160  |
| 3     | Jack Carthy        | 10+10+40+60+10 = 130 |
| 4     | Gilles Coustellier | 30+40+10+10+40 = 130 |
| 5     | Vincent Hermance   | 10+40+0+10+40 = 100  |
| 6     | Joacim Nymann      | 10+20+10+20+20 = 080 |

Datum: 8. November (Halbfinale), 9. November (Finale)
Es gab 32 Teilnehmer aus 14 Nationen. Die Podiumsplätze gingen an dieselben Fahrer wie im Vorjahr, jedoch in anderer Reihenfolge; Jack Carthy musste nach drei Titeln mit dem dritten Platz vorlieb nehmen, den er aufgrund seiner 60er-Wertung vor Gilles Coustellier holte.

### Frauen offene Klasse
| Platz | Fahrerin          | Ergebnis             |
| ----- | ----------------- | -------------------- |
| 1     | Nina Reichenbach  | 40+40+50+50+50 = 230 |
| 2     | Vera Barón        | 50+40+40+20+50 = 200 |
| 3     | Manon Basseville  | 30+40+40+40+40 = 190 |
| 4     | Janine Jungfels   | 30+40+20+20+40 = 150 |
| 5     | Nadine Kåmark     | 30+30+30+20+30 = 140 |
| 6     | Alžběta Pečínková | 20+20+0+20+10 = 070  |

Datum: 7. November (Halbfinale), 9. November (Finale)
Es gab 16 Teilnehmerinnen aus 11 Nationen. Die besten sechs des Halbfinals bestritten das Finale. Nina Reichenbach gewann ihren vierten Titel in Folge, ihre schärfste Konkurrentin war die 15-jährige Vera Barón.

### Junioren 20 Zoll
| Platz | Fahrer         | Ergebnis             |
| ----- | -------------- | -------------------- |
| 1     | Charlie Rolls  | 60+50+0+60+60 = 230  |
| 2     | Toni Guillén   | 60+50+10+30+40 = 190 |
| 3     | Antonio Fraile | 40+20+20+40+20 = 140 |
| 4     | Romain Léonard | 10+20+30+40+20 = 120 |
| 5     | Adam Morewood  | 40+20+20+20+10 = 110 |
| 6     | Simone Titli   | 10+40+0+10+0 = 060   |

Datum: 7. November (Halbfinale), 9. November (Finale)
Es gab 15 Teilnehmer aus 10 Nationen. Der Brite Charlie Rolls rückte gegenüber dem Vorjahr um einen Platz auf und holte den Titel.

### Junioren 26 Zoll
| Platz | Fahrer            | Ergebnis             |
| ----- | ----------------- | -------------------- |
| 1     | Oliver Widmann    | 20+60+50+60+60 = 250 |
| 2     | Vito Gonzalez     | 10+50+50+40+30 = 180 |
| 3     | Daniel Barón      | 30+10+30+20+30 = 120 |
| 4     | Charles Chibaudel | 10+10+30+30+10 = 090 |
| 5     | Jonas Jensen      | 10+10+0+20+0 = 040   |
| 6     | Marek Pochtiol    | 10+10+0+10+0 = 030   |

Datum: 7. November (Halbfinale), 9. November (Finale)
Es gab 10 Teilnehmer aus 8 Nationen. Oliver Widmann konnte seinen Titel aus dem Vorjahr souverän verteidigen.

### Mannschaftswertung
| Platz | Mannschaft                                                                            | Ergebnis                                                                                               |
| ----- | ------------------------------------------------------------------------------------- | --- |
| 1     | Spanien Alejandro Montalvo Sergi Llongueras Vera Barón Toni Guillén Daniel Barón      | 700 40+40+40+40+40=200 30+40+30+40+40=180 30+10+00+00+0=040 30+40+30+40+40=180 30+30+00+40+0=100       |
| 2     | Schweiz Lucien Leiser Tom Blaser Debi Studer Loris Gonzalez Vito Gonzalez             | 630 40+40+30+40+40=190 30+40+40+40+40=190 20+10+10+10+10=060 30+00+00+00+0=030 30+40+30+40+20=160      |
| 3     | Frankreich Louis Grillon Nicolas Vallée Manon Basseville Thomas Jeu Charles Chibaudel | 570 30+30+30+20+20=130 40+40+40+40+40=200 30+10+10+10+10=070 30+ – + – + – + – =030 30+30+30+30+20=140 |

Datum: 6. November
Es waren 9 Mannschaften am Start, außer den Medaillengewinnern noch Tschechien, Dänemark, Deutschland, Japan, die Slowakei und Österreich.

## Medaillenspiegel
| Platz  | Land               | Gold | Silber | Bronze | Gesamt |
| ------ | ------------------ | ---- | ------ | ------ | ------ |
| 1      | Deutschland        | 3    | 0      | 1      | 4      |
| 2      | Spanien            | 2    | 3      | 3      | 8      |
| 3      | Australien         | 1    | 1      | 0      | 2      |
| 4      | Großbritannien     | 1    | 0      | 2      | 3      |
| 5      | Vereinigte Staaten | 1    | 0      | 1      | 2      |
| 6      | Österreich         | 1    | 0      | 0      | 1      |
| 6      | Tschechien         | 1    | 0      | 0      | 1      |
| 8      | Frankreich         | 0    | 2      | 2      | 4      |
| 9      | Schweiz            | 0    | 2      | 0      | 2      |
| 10     | Japan              | 0    | 1      | 1      | 2      |
| 11     | Chile              | 0    | 1      | 0      | 1      |
| Gesamt | Gesamt             | 10   | 10     | 10     | 30     |